# Sistema de dos estats

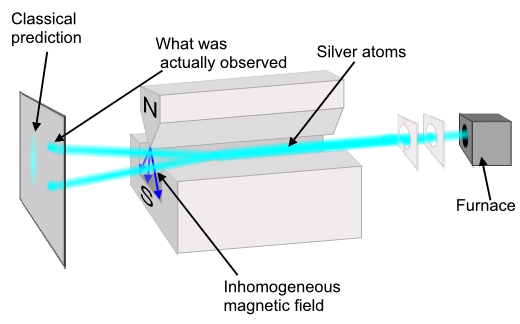
Un raig d'àtoms de plata elèctricament neutre a través del camp magnètic no homogeni de l'experiment Stern-Gerlach es divideix en dos, cadascun dels quals correspon a un possible valor de gir de l'electró més extern de l'àtom de plata.

En mecànica quàntica, un sistema de dos estats (també conegut com a sistema de dos nivells) és un sistema quàntic que pot existir en qualsevol superposició quàntica de dos estats quàntics independents (distingibles físicament). L'espai de Hilbert que descriu aquest sistema és bidimensional. Per tant, una base completa que abasta l'espai constarà de dos estats independents. Qualsevol sistema de dos estats també es pot veure com un qubit.
Els sistemes de dos estats són els sistemes quàntics més simples que tenen interès, ja que la dinàmica d'un sistema d'un estat és trivial (ja que no hi ha altres estats en què el sistema pugui existir). El marc matemàtic necessari per a l'anàlisi de sistemes de dos estats és el de les equacions diferencials lineals i l'àlgebra lineal d'espais bidimensionals. Com a resultat, la dinàmica d'un sistema de dos estats es pot resoldre analíticament sense cap aproximació. El comportament genèric del sistema és que l'amplitud de la funció d'ona oscil·la entre els dos estats.
Un exemple molt conegut de sistema de dos estats és el gir d'una partícula d'spin-1/2 com un electró, el espín del qual pot tenir valors + ħ /2 o − ħ /2, on ħ és la constant de Planck reduïda.
El sistema de dos estats no es pot utilitzar com a descripció d'absorció o decadència, perquè aquests processos requereixen l'acoblament a un continu. Aquests processos implicarien una decadència exponencial de les amplituds, però les solucions del sistema de dos estats són oscil·latòries.

## Evolució en un camp dependent del temps: ressonància magnètica nuclear
La ressonància magnètica nuclear (RMN) és un exemple important en la dinàmica de sistemes de dos estats perquè implica la solució exacta a un hamiltonià dependent del temps. El fenomen de RMN s'aconsegueix col·locant un nucli en un camp fort i estàtic B0 (el "camp de retenció") i després aplicant un camp transversal feble B1 que oscil·la a una certa radiofreqüència ωr. De manera explícita, considereu una partícula d'spin-1/2 en un camp de retenció {\displaystyle B_{0}\mathbf {\hat {z}} } i un camp transversal de rf B1 que gira en el pla xy de manera dreta al voltant de B0:
{\displaystyle \mathbf {B} ={\begin{pmatrix}B_{1}\cos \omega _{\mathrm {r} }t\\B_{1}\sin \omega _{\mathrm {r} }t\\B_{0}\end{pmatrix}}.}